# ري يوشيوكي
ري يوشيوكي (باليابانية: 吉行理恵)‏ (8 يوليو 1939 في طوكيو (اليابان) - 4 مايو 2006 في طوكيو (اليابان)) روائية، وشاعرة، وكاتِبة من اليابان.

## الجوائز
- Women's Literature Prize  [لغات أخرى]‏
- جائزة أكوتاغاوا[6]